# Roger Flore
Roger Flore (ou Flower), né à une date incertaine et mort vers octobre 1427, est un juriste et parlementaire anglais.

## Biographie
Fils d'un grand marchand de cotton du Rutland, il travaille dans le commerce établi par son père, et épouse en 1398 Katherine Dalby, fille d'un de ses partenaires commerciaux. Il est élu député du Rutland au parlement de janvier 1397, et sera réélu à ceux de 1399, 1402 et d'octobre 1404. Il se bâtit parallèlement une carrière lucrative de juriste, et conseille ou représente bon nombre de grands propriétaires terriens lors de leurs transactions foncières. Il revient à la Chambre des communes comme député du Rutland aux deux parlements de 1414, à celui de 1415, aux deux de 1416, puis à ceux de 1417, 1419 et 1422. Les députés l'élisent président de la Chambre pour trois assemblées consécutives : la seconde de 1416, et celles de 1417 et 1419. En décembre 1416, le roi Henri V le fait intendant du duché de Lancastre ; en février 1417, il le nomme intendant-chef des terres du duché dans le Lancashire et le Cheshire. En tant que président de la Chambre des communes en 1417, il obtient des députés le vote des crédits nécessaires à la poursuite de la guerre contre la France, dans le cadre de la guerre de Cent Ans. Élu une dernière fois député au parlement de 1422, il est président de la Chambre des communes une quatrième et dernière fois, alors que le parlement doit lever des fonds pour acquitter les dettes du roi défunt. Il meurt vers octobre 1427.